# Invasion de la Guadeloupe (1794)
Pour les articles homonymes, voir Invasion de la Guadeloupe.
 (octobre 2014).
Batailles
L'invasion de la Guadeloupe est une tentative britannique de prendre la contrôle de l'île de la Guadeloupe, dans les Indes occidentales en 1794 pendant les Guerres de la Révolution française.

## Invasion
Des troupes conduites par le général Charles Grey ont débarqué le 11 avril 1794, elles sont appuyées par une flotte commandée par l'Admiral Sir John Jervis.
Le 24 avril, le général français Collot se rend en même temps que la dernière place forte à Basse-Terre, laissant l'île aux mains des Britanniques et de leurs soutiens français royalistes.

## Reprise de contrôle
Le 4 juin 1794[réf. souhaitée], une flotte française débarque des troupes sous le commandement de Victor Hugues. Le 1er juillet, les anglais tirent sur Pointe-à-Pitre depuis la partie ouest de la Rivière Salée (batteries Saint-Sauveur et Saint-Jean). Pour reconquérir l'emplacement de Baie-Mahault où se trouvent les anglais et les royalistes, Victor Hugues tente une attaque directe par la Rivière Salée, puis décide de les prendre à revers en débarquant des hommes à Goyave et au Lamentin. Le 8 octobre, les forces républicaines font plier les anglais et les royalistes. Avec l'aide des Français républicains présents sur place, et des maladies tropicales (fièvre jaune, etc.) affectant les forces britanniques, elles reprennent le contrôle de l'île le 10 décembre 1794[réf. souhaitée].
Après ces batailles, Victor Hugues exécute plusieurs centaines de personnes dans un lieu nommé Morne à Savon, situé à proximité de la batterie Saint-Jean,.